# Johannes Pullois
Johannes Pullois (také psán Pillays, Pilloys, Pylois, Pyloys, Pyllois, Puilloys, Puylloys, Puyllois a pod.; zemřel 23. srpna 1478) byl franko-vlámský skladatel renesanční hudby, působící v Itálii a Nizozemí. Byl jedním prvních skladatelů, kteří přenesli francouzsko-vlámský polyfonní styl do Itálie.
Pullois se pravděpodobně narodil v Pulle poblíž Antverp, ale o jeho životě není nic známo do roku 1443, kdy je uváděn jako zangmeester (mistr zpěvu) v kostele Panny Marie v Antverpách. Neúspěšně se ucházel o místo v burgundské dvorní kapele Filipa Dobrého. Poté v roce 1447 odešel do Říma, kde zpíval v papežské kapli až do roku 1468. Pak se vrátil do Antverp, stal se rezidenčním kanovníkem ve stejném kostele, ve kterém působil ve 40. letech 14. století, a zemřel tam v roce 1478. Během své kariéry byl kolegou Johannese Philiberta a Johannese Ockeghema.
Dochovala se jedna úplná Pulloisova cyklická mše Missa sine nomine pro tři hlasy; s největší pravděpodobností pochází z 50. let 14. století a je to jedna z prvních cyklických mší, které vznikly na kontinentu. Vykazuje takový vliv anglické hudby, že byla dříve považována za dílo anonymního anglického skladatele. Mše vykazuje složité hudební závislosti, což ztížilo její datování a určení původu.
Pullois také napsal motet pro vánoční období Flos de spina, který je stylově podobný Ockeghemově hudbě a snad vznikl během pobytu v Itálii. Navíc se dochovalo jedno další moteto, Victime paschali laudes, a tři duchovní kontrafakta světských písní. Dále vytvořil 14 světských písní (včetně tří s kontrafaktuálními texty), které se dochovaly v různých zdrojích z Itálie a Německa.